# Andrzej Andrzejczak
Andrzej Jan Andrzejczak (ur. 25 lutego 1960 w Gorzyczkach) – polski polityk, poseł na Sejm I kadencji.

## Życiorys
Ukończył w 1981 Technikum Górnicze w Jastrzębiu-Zdroju. W czasach PRL działał w opozycji demokratycznej, należał do Konfederacji Polski Niepodległej i „Solidarności”. W stanie wojennym dwukrotnie był internowany na kilkudniowe okresy.
W latach 1991–1993 z ramienia KPN sprawował mandat posła I kadencji, wybranego w okręgu gliwickim. Później wycofał się z działalności politycznej.
W 2016 otrzymał Krzyż Wolności i Solidarności.